# Carlo Emilio Bonferroni
Carlo Emilio Bonferroni (Bergamo, 28 gennaio 1892 – Firenze, 18 agosto 1960) è stato un matematico italiano, noto soprattutto per le disuguaglianze che portano il suo nome e per contributi alla statistica.

## Biografia
Dopo aver studiato a Torino, ottiene un posto di assistente al Politecnico di Torino. Spinto da Insolera, si interessa di matematica finanziaria e nel 1923 ottiene una cattedra per tale disciplina all'Università di Bari; di questa università è anche rettore. Nel 1933 si trasferisce all'Università di Firenze, dove rimane fino alla sua morte. Insegna anche alla Facoltà di Architettura di Firenze e all'Università Bocconi di Milano.
Propose le sue disuguaglianze in un primo articolo del 1935 rivolto alle applicazioni per le assicurazioni sulla vita e in un secondo più astratto del 1936.
Egli si interessò anche di fondamenti della teoria delle probabilità; nei suoi lavori sostiene decisamente un punto di vista frequentista, escludendo che si possano considerare punti di vista soggettivisti in termini matematici.
Il figlio Marzio è stato professionista nell'area comunicazione di marketing, scrittore, docente e consulente.